# Pareiorhina brachyrhyncha
Pareiorhina brachyrhyncha és una espècie de peix de la família dels loricàrids i de l'ordre dels siluriformes.

## Morfologia
- Els mascles poden assolir 4,2 cm de longitud total.
- Nombre de vèrtebres: 30.[4]

## Hàbitat
És un peix d'aigua dolça i de clima tropical.

## Distribució geogràfica
Es troba a Sud-amèrica: riu Paraiba do Sul (sud-est del Brasil).